# Udo Jürgens
Udo Jürgen Bockelmann, művésznevén Udo Jürgens (Klagenfurt, 1934. szeptember 30. – Münsterlingen, Svájc, 2014. december 21.) osztrák énekes, zeneszerző.

## Pályafutása
1950-ben megnyert egy zeneszerzői versenyt Je t'aime című dalával, melyet az osztrák közszolgálati televízió, az ORF rendezett. 1961-ben megírta a Reach for the Stars című dalt, mely Shirley Bassey előadásában világsláger lett. 
1964 és 1966 között zsinórban háromszor képviselte Ausztriát az Eurovíziós Dalfesztiválon. A dalverseny történetében ő az egyetlen férfi énekes aki így tett, rajta kívül három énekesnő képviselte hazáját három egymást követő versenyen szólóénekesként: 1956-ban, 1957-ben és 1958-ban a holland Corry Brokken és a svájci Lys Assia, illetve 2012-ben, 2013-ban és 2014-ben a San Marinó-i Valentina Monetta. 
Első alkalommal 1964-ben vett részt a dalfesztiválon. A koppenhágai versenyen Warum nur, warum? című szerzeményével a hatodik helyen zárt. Dala felkeltette az Egyesült Királyság színeiben második helyen végző Matt Monro figyelmét, aki Walk Away címmel angol nyelvű verziót készített a dalból, mely a negyedik helyig jutott a brit slágerlistán.
1965-ben, Nápolyban Sag ihr, ich lass sie grüßen című dalával negyedik helyezést ért el. Harmadik részvételén, Luxembourgban Merci, Chérie című dalával megnyerte az 1966-os Eurovíziós Dalfesztivált. Ez volt Ausztria első és 2014-ig egyetlen győzelme.
Dalszerzőként még egy alkalommal vett részt a dalfesztiválon: 1968-ban Tausend Fenster című dala Karel Gott előadásában a tizenharmadik helyen zárt.
Pályafutása során több mint 100 millió lemezt adott el, és hazája egyik legnépszerűbb énekese volt.
2014. december 21-én váratlanul elhunyt, halálát szívelégtelenség okozta.
A 2015-ös Eurovíziós Dalfesztiválon - melyet 1967 után másodszor rendezett meg Bécs -  már nem lehetett jelen, a szervezők a döntő megnyitója során emlékeztek meg róla fényképekkel, illetve Merci, Chérie című dalának részletével.

## Diszkográfia
- Portrait in Musik 1. Folge (1965)
- Siebzehn Jahr, blondes Haar (1965)
- Françoise und Udo (1966)
- Portrait in Musik 2. Folge (1967)
- Was ich Dir sagen will (1967)
- Udo (1968)
- Mein Lied für Dich (1968)
- Udo Live (1969)
- Udo '70 (1969)
- Udo '71 (1970)
- Zeig mir den Platz an der Sonne (1971)
- Helden, Helden (Musical) (1972)
- Ich bin wieder da (1972)
- Johnny und Jenny (Alle Kinder dieser Welt) (1973)
- Udo heute (1974)
- Meine Lieder (1975)
- Udo '75 (Ein neuer Morgen) (1975)
- Meine Lieder 2 (1976)
- Meine Lieder'77 (1977)
- Buenos Días Argentina (1978)
- Udo 1957-60 (1980)
- Nur ein Lächeln (1980)
- Udo '80 (1980)
- Leave a little love (1981)
- Willkommen in meinem Leben (1981)
- Silberstreifen (1982)
- Traumtänzer (1983)
- Hautnah (1984)
- Treibjagd (1985)
- Deinetwegen (1986)
- Das blaue Album (1988)
- Ohne Maske (1989)
- Sempre Roma (1990)
- Das Traumschiff (Soundtrack) (1990)
- Open air Symphony (1992)
- Geradeaus (1992)
- Cafe Größenwahn (1993)
- 140 Tage Cafe Größenwahn Tour 94/95 (1994)
- Zärtlicher Chaot (1995)
- Gestern-heute-morgen (1996)
- Ich werde da sein (1999)
- Mit 66 Jahren (Was wichtig ist) (2000)
- Es lebe das Laster (2002)
- Es werde Licht (2003)
- Jetzt oder nie (2005)
- Einfach ich (2008)
- Der ganz normale Wahnsinn (2011)

## Filmográfia
- Die Beine von Dolores (1957)
- Lilli, ein Mädchen aus der Großstadt (1958)
- Und du mein Schatz bleibst hier (1961)
- Unsere tollen Tanten (1961)
- Drei Liebesbriefe aus Tirol (1962)
- Tanze mit mir in den Morgen (1962)
- Unsere tollen Nichten (1962)
- Unsere tollen Tanten in der Südsee (1963)
- Das Spukschloß im Salzkammergut (1965)
- Siebzehn Jahr, blondes Haar (1966)